# Anthene millari
Millar's Hairtail (Anthene millari) là một loài bướm thuộc họ Lycaenidae. Loài này có ở Nam Phi và Malawi. Ở Nam Phi, nó phân bố ở East Cape, KwaZulu-Natal, Gauteng, Mpumalanga và tỉnh Limpopo.
Sải cánh từ 21–24 mm đối với con đực và 22–28 mm đối với con cái. Cá thể trưởng thành mọc cánh từ tháng 10 tới tháng 1, đỉnh điểm vào tháng 11. Có một lứa một năm.
Ấu trùng có thể ăn các loài Kalanchoe và Cotyledon.